# Hôtel du gouvernement de la Nouvelle-Calédonie
L'hôtel du gouvernement de la Nouvelle-Calédonie, situé dans l'immeuble « Le Lys rouge » à l'intersection des rues du général Gallieni (no 1) et Anatole-France (no 3), entre l'Hôtel de ville et le quai Jules-Ferry du port dans le quartier du centre-ville, à Nouméa, est le siège du gouvernement de la Nouvelle-Calédonie depuis le 11 juillet 2022. Auparavant, et depuis le 1er octobre 2002, cette institution siégeait dans un bâtiment administratif loué à la Province Sud dans le quartier de l'Artillerie, au no 8, route des Artifices.

## Histoire
Avec la mise en place du statut de la Nouvelle-Calédonie prévu par l'accord de Nouméa du 5 mai 1998 et appliqué par la loi organique du 19 mars 1999, le premier gouvernement collégial de cette collectivité est investi le 28 mai 1999. L'une de ses premières priorités va alors être de trouver un lieu où s'installer, question qui va créer des tensions entre la majorité anti-indépendantiste menée par le Rassemblement pour la Calédonie dans la République (RPCR) du député et président de l'Assemblée de la Province Sud (détenteurs de six sièges sur les onze de l'exécutif dont la présidence qui revient au maire de Nouméa Jean Lèques, tandis que la vice-présidence est attribuée à un parti indépendantiste allié, Léopold Jorédié de la Fédération des comités de coordination indépendantistes ou FCCI), et les indépendantistes du Front de libération nationale kanak et socialiste (FLNKS) du grand-chef et membre du Gouvernement Rock Wamytan (les quatre autres fauteuils de l'exécutif). Il est d'abord choisi d'occuper de manière provisoire, dès juin et juillet 1999, des bureaux et places de stationnement dans l'immeuble « Maréchal Foch » du centre-ville de Nouméa, dominant la place des Cocotiers, affectés jusque là au Conseil économique et social (neuf bureaux au 9e étage et sept aires de stationnement)) ou au Congrès (deux bureaux du 6e étage, trois du 11e et sept du 12e ainsi que huit aires de stationnement), baillés au territoire de la Polynésie française ou à diverses entreprises privées (dont surtout la banque Westpac, qui avait alors le siège de sa succursale néo-calédonienne dans cet immeuble avant son rachat en 1999 également par la Société générale calédonienne de banques). 

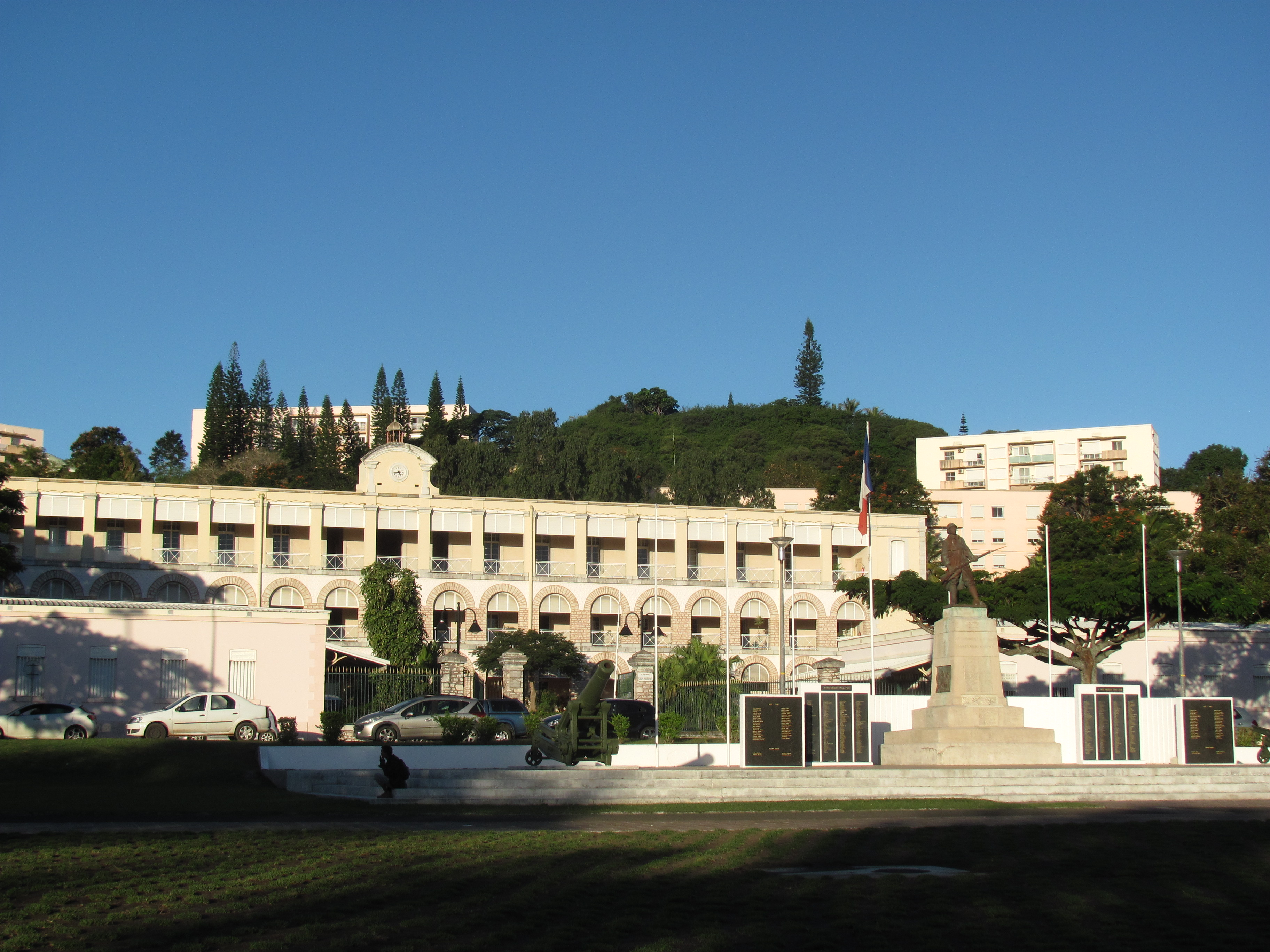
La caserne Gally-Passebosc a été envisagée pour devenir le siège du Gouvernement.

Dans le même temps, le Gouvernement lance des réflexions afin de trouver un siège permanent. Ainsi, 45 millions de Francs CFP (377 100 euros) sont prévus dans le budget primitif pour l'exercice 2001 pour des frais d'études et de recherche sur l'extension ou la construction de plusieurs bâtiments institutionnels de la Nouvelle-Calédonie, dont 30 millions (251 400 €) pour la construction de l'hôtel du Gouvernement. Parmi les solutions envisagées, la caserne Gally-Passebosc, un édifice militaire du XIXe siècle situé sur la place Bir Hakeim, aux limites des quartiers de la Vallée du Génie, de la Vallée des Colons et du Faubourg Blanchot, est vite écartée par Jean Lèques. Un terrain voisin à cette caserne à l'est de la place, en friche et occupé par d'anciens bâtiments militaires qui seraient en partie rénovés, est présenté comme une solution possible devant le Congrès par le membre du Gouvernement chargé des Finances Yves Magnier (RPCR) lors de l'examen budgétaire de la fin de l'année 2000. Le membre chargé de l'Équipement, Gérald Cortot (FLNKS), se déclare opposé au regroupement de l'ensemble du Gouvernement sur un seul site et propose pour sa part en janvier 2001 l'installation de chaque membre à proximité des sièges d'administrations correspondant aux secteurs dont ils ont l'animation et le contrôle, mais cette idée est rejetée à son tour par Jean Lèques et la majorité RPCR-FCCI. 

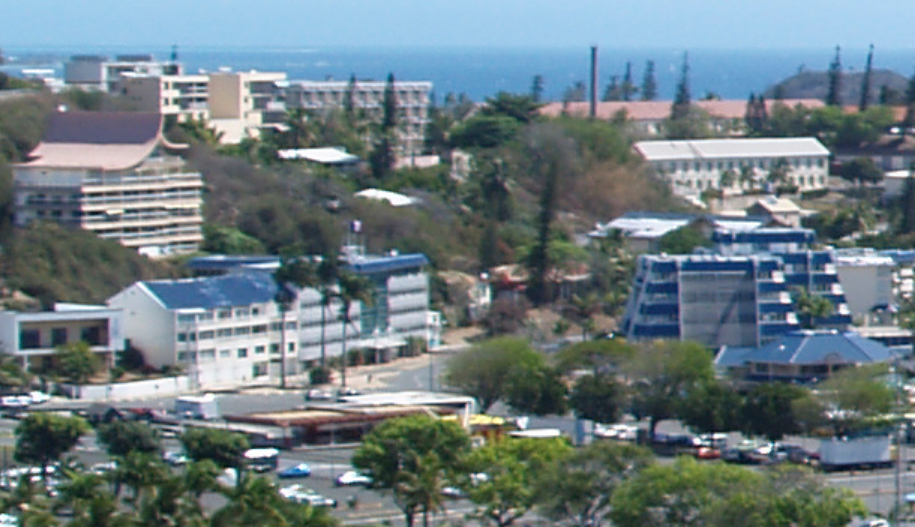
Vue du quartier de l'Artillerie avec l'ancien hôtel du Gouvernement (2002-2022) de la route des Artifices au centre.

Finalement, le deuxième Gouvernement, désormais présidé par le député Pierre Frogier (RPCR), considéré comme le dauphin potentiel de Jacques Lafleur, abandonne l'idée de la construction d'un nouveau bâtiment au profit de l'acquisition d'un bien immobilier déjà existant. Le projet de s'installer dans un bâtiment jusque là occupé par des services administratifs de la Province Sud et lui faisant face, attise alors les tensions avec l'opposition non-indépendantiste mais aussi avec le FLNKS qui critiquait déjà la forte influence exercée par Jacques Lafleur sur la vie politique locale. Qualifié d'« annexe de la Province Sud » et accusant le RPCR de vouloir constituer une véritable « unité de commandement » à la baie de la Moselle, les trois membres du Gouvernement issus du Front indépendantiste (Gérald Cortot, Déwé Gorodey et Aukusitino Manuohalalo) refusent fermement ce déménagement, qui est inscrit par la majorité d'abord comme un achat pour 800 millions de Francs CFP (6,704 millions d'euros) avant d'être transformé en une location pour un loyer annuel de 87 millions (729 060 €) dans le budget pour l'exercice 2002. L'arrêté du 27 septembre 2002 fixe le siège du gouvernement dans cet immeuble et le déménagement a lieu au cours du mois d'octobre 2002. Des trois élus du FLNKS, seul Aukusitino Manuohalalo accepte de s'installer dans ces nouveaux locaux. Pour sa part, Gérald Cortot démissionne avec tous ses suivants de liste pour protester contre le « non-fonctionnement de la collégialité », faisant chuter de facto l'exécutif. Dans le troisième Gouvernement élu le 28 novembre 2002, Pierre Frogier retrouve la présidence tandis que la vice-présidente, Déwé Gorodey, et les deux autres élus du Front indépendantiste (Rock Wamytan et Gérald Cortot) refusent de rejoindre le nouveau siège et occupent les bureaux de l'immeuble « Maréchal Foch » jusqu'à la fin de la mandature en 2004, tandis que Aukusitino Manuohalalo est écarté,.
Il faut attendre les élections provinciales du 9 mai 2004 et l'éviction du pouvoir du RPCR par une alliance de non-indépendantistes opposés à Jacques Lafleur, L'Avenir ensemble, pour que la situation évolue. Élue présidente du Gouvernement le 10 juin suivant, Marie-Noëlle Thémereau, chef de file de L'Avenir ensemble, obtient que tous les membres s'installent route des Artifices, y compris Déwé Gorodey, qui reste vice-présidente, Gérald Cortot et le nouveau membre indépendantiste de l'exécutif Charles Washetine. Par ailleurs, dans son discours de politique générale prononcé devant le Congrès le 17 août 2004, elle annonce vouloir continuer les recherches pour choisir « en collégialité » un autre siège. Ce projet n'a pas donné suite et l'immeuble a continué d'être loué à la Province Sud par le Gouvernement jusqu'en 2022.
Pourtant, dans un contexte de restrictions budgétaires qui pousse les collectivités à limiter le nombre de sites sur lesquels sont positionnés leurs administrations, la présidente de l'Assemblée de la Province Sud Sonia Backès (de la coalition non-indépendantiste de L'Avenir en confiance) fait savoir par courrier le 23 novembre 2021 vouloir mettre fin au bail de la mise à disposition du Gouvernement de l'immeuble de la route des Artifices afin de le récupérer pour les services provinciaux. Par conséquent, le président du gouvernement Louis Mapou (FLNKS-UNI-Palika) signe le 10 mars 2022 le bail, pour six ans, de bureaux jusque là occupés par l'Office des postes et télécommunications de Nouvelle-Calédonie (OPT-NC) dans un autre bâtiment, dit du « Lys rouge » (du nom de la société civile immobilière à l'origine de sa construction en 2012), situé à la croisée des rues Gallieni et Anatole-France, à l'arrière de l'Hôtel de ville, dans le centre-ville de Nouméa, avec le président de la N'Johnston SAS, propriétaire des lieux, Philip Johnston. Le loyer mensuel est fixé à 8 millions de Francs Pacifique (67 040 euros), comprenant les coûts pour le déménagement et l’aménagement du site qui sont lissés sur la totalité de la durée du bail. Ce choix est critiqué notamment par le syndicat de la Fédération des fonctionnaires, qui reproche au Gouvernement Mapou « d’offrir une rente de plusieurs milliards de francs à moyen terme, à un promoteur privé » et de ne pas avoir préféré le site désormais laissé vacant par l'ancien hôpital Gaston-Bourret, par ailleurs déjà en partie occupé par certaines administrations et en attente de protection patrimoniale. Selon le Gouvernement, cette option aurait été étudiée, mais elle aurait nécessité une remise aux normes pour un montant d’environ quatre milliards de francs (33,52 millions d'euros) et entre cinq et six ans de travaux. D'autres locaux ailleurs dans la ville, comme le Fulton dans la zone industrielle de Ducos, ont été visités sans donner pleinement satisfaction car trop exigus ou trop chers.
La dernière réunion du Gouvernement en collégialité à la route des Artifices a lieu le 6 juillet 2022, et le déménagement commence le 11 juillet suivant par l'installation de plusieurs services dont ceux de la présidence, de l'accueil et du protocole, les autres devant suivre jusqu'au début du mois de septembre 2022. La réunion collégiale au Lys Rouge a lieu le mercredi 20 juillet 2022

## Architecture et aménagement

### Architecture et décor externes
Bâtiment en L d'un seul tenant de béton, de métal et de verre, il couvre une surface au sol d'environ 850 m2 pour une surface utile occupée par le Gouvernement d'environ 3 051 m2 répartis sur six niveaux. La façade extérieure est agrémentée en son centre, donnant sur l'intersection des rues Gallieni et Anatole-France, de rangées de fenêtres à guillotine en grande partie recouvertes d'une affiche géante avec l'emblème du Gouvernement et la devise de la Nouvelle-Calédonie (« Terre de parole, Terre de partage »). Deux ailes partent le long de chacune des deux rues : la rue Gallieni vers le nord avec également une façade vitrée avec fenêtres à guillotine sur les cinq étages, la rue Anatole-France vers l'ouest avec une façade avec balcon pour les mêmes étages. Un portique s'avance tout au long du rez-de-chaussée. Le sixième et dernier étage, en retrait par rapport avec le reste de la façade du bâtiment, est recouvert de baies vitrées donnant sur une terrasse avec attique sur la partie centrale et l'aile rue Gallieni, des balcons pour l'aile rue Anatole-France. Au-dessus de la partie centrale, au centre du toit, flottent les deux drapeaux utilisés conjointement pour représenter la Nouvelle-Calédonie depuis 2010, à savoir le drapeau de la France à droite et celui dit « Kanaky » à gauche. Le toit est couvert de tôles blanches légèrement inclinées. Le parc de stationnement se trouve dans une arrière-cour non couverte, ainsi que dans un parking en sous-sol.

### Rez-de-chaussée
Le rez-de-chaussée doit essentiellement être occupé par le hall d'accueil, qu'il est prévu d'agrémenter de deux chambranles traditionnels kanak. 

### Cinquième étage
Le cinquième étage est dédié au travail en collégialité et aux fonctions protocolaires, avec surtout la salle des délibérations où ont lieu les réunions hebdomadaires du Gouvernement chaque mardi ou mercredi autour d'une table en kaori, entourée d'un buste de Marianne, du portrait officiel du président de la République française et des trois drapeaux (français, « Kanaky » et européen).